# شهرک صفی خانی
شهرک صفی خانی، روستایی از توابع بخش حسن‌آباد شهرستان اقلید در استان فارس ایران است.

## طایفه صفی خانی
مردم این روستا از طایفه صفی خانی هستند.نوشته اند این طایفه از لرستان به فارس کوچ کرده است.و آنچه در میان بزرگان این طایفه شنیده می شود این است جد آنها صفی خان اصالتا از لرهای پشتکوه لرستان بود که تحت ظلم خوانین مجبور به ترک دیار خود شد و در فارس سکونت گزید.مردم این روستا به زبان ترکی و فارسی سخن می گویند.

## جمعیت
این روستا در دهستان بکان قرار دارد و براساس سرشماری مرکز آمار ایران در سال ۱۳۸۵، جمعیت آن ۳۵۸ نفر (۷۸خانوار) بوده‌است.